# Lisabonska katedrala
Lisabonska katedrala (portugalski: Sé de Lisboa ili Igreja de Santa Maria Maior), koju Lisabonci jednostavno zovu Sé, katedralna je crkva Lisabonskog patrijarhata.
Smještena je na brežuljku u Alfami te je zaštitni znak Lisabona i simbol rekonkviste.

## Povijest
Katedralu sv. Marije sagradio je prvi portugalski kralj Afonso I. nakon što je 1147. protjerao Maure iz grada.
Građena je u romaničkom stilu po uzoru na katedralu iz Coimbre, ali je tijekom stoljeća doživjela značajne promjene u gotičkom stilu, što je posebno vidljivo u deambulatoriju koji je sagradio kralj Afonso IV. kao panteon njegove obitelji.
U unutrašnjosti se itiče privatna kapelica koju je sagradio trgovac Bartolomeu Joanes, značajan građanin srednjovjekovnog Lisabona, te klaustar nepravilnog tlocrta koji je izgrađen u gotičkom stilu za vrijeme vladavine kralja Dinisa.
Tijekom 17. i 18. stoljeća katedrala je bila barokizirana, osobito unutarnje uređenje (oltari i glavna kapela). U prvoj polovici 20. stoljeća potpuno je obnovljena, tako da joj je vraćen srednjovjekovni karakter.